# Estación de Aeropuerto (Barcelona)
Estación de Aeropuerto vasútállomás Spanyolországban, El Prat de Llobregat településen a Madrid–Barcelona-vasútvonalon. Része Barcelona elővárosi vasúti közlekedésének, a Rodalies Barcelonának.

## Kapcsolódó állomások
A vasútállomáshoz az alábbi állomások vannak a legközelebb:
- Estación de El Prat de Llobregat (Maçanet-Massanes vasútállomás)